# 派里斯泰拉島

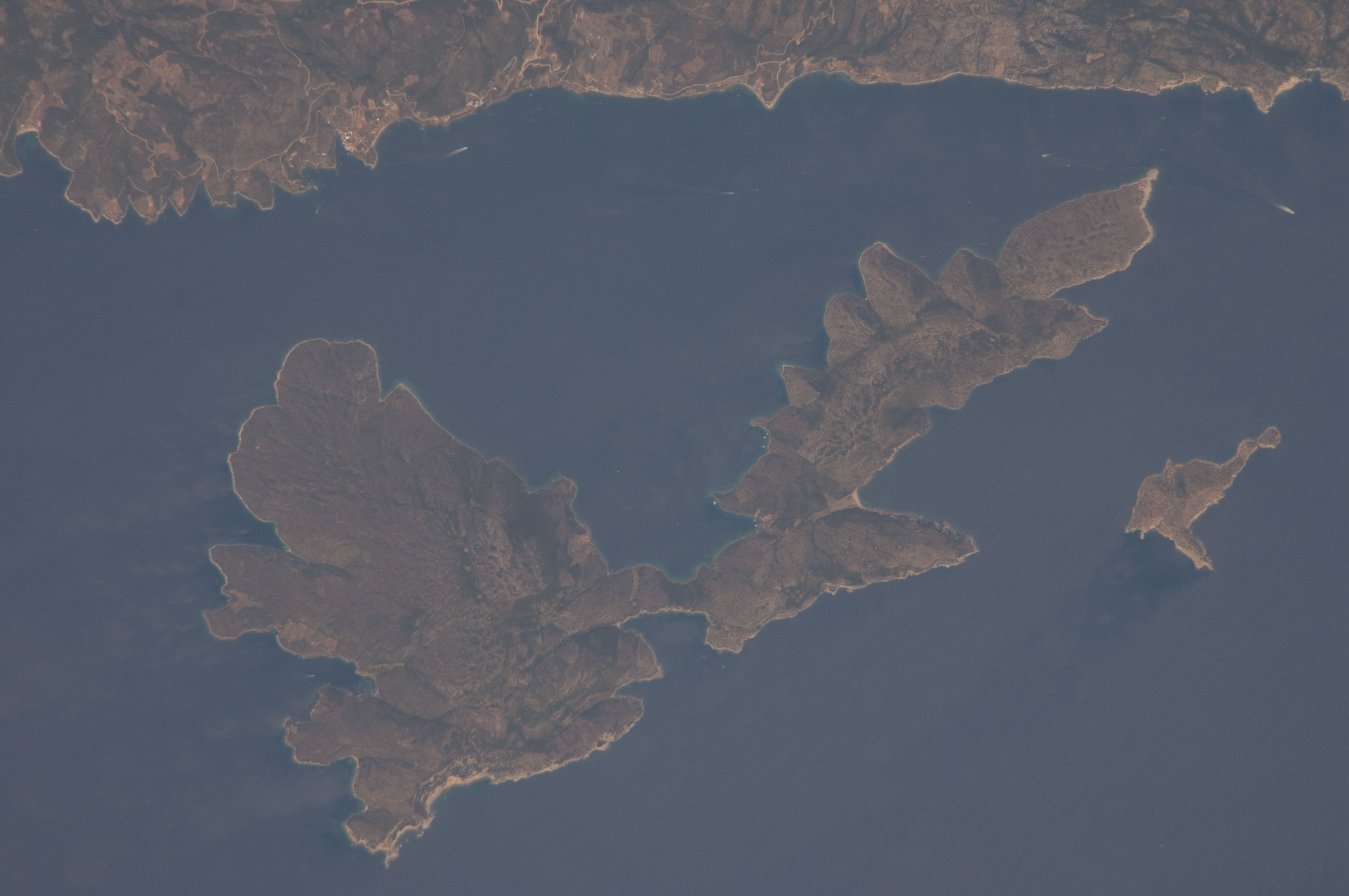
从太空拍摄的岛屿照片

派里斯泰拉島（希臘語：Περιστέρα）是希臘的島嶼，位於愛琴海，由色薩利大區負責管轄，屬於北斯波拉泽斯群岛的一部分，面積14.2平方公里，最高點海拔高度250米，2001年人口僅5人。

## 外部連結
- Peristera on GTP Travel Pages （英文） （希腊文）
- Official website of Municipality of Alonnisos （页面存档备份，存于） （希腊文）